# Südliche Schwarze Witwe
Die Südliche oder Amerikanische Schwarze Witwe (Latrodectus mactans), meist nur Schwarze Witwe genannt, ist eine Spinne aus der Familie der Kugelspinnen (Theridiidae). Die anpassungsfähige Spinne bewohnt eine Vielzahl an Habitaten (Lebensräumen) auf dem amerikanischen Doppelkontinent und ist aufgrund ihrer Synanthropie (Anpassung an menschliche Siedlungsbereiche) auch in und an Gebäuden sowie weiteren vom Menschen geschaffenen Nutzflächen häufig anzutreffen. Sie war ursprünglich im Südosten Nordamerikas sowie in Teilen Mittelamerikas heimisch, wurde jedoch in Asien und Südamerika eingeführt. Die Art ist ein mittelgroßer Vertreter der Echten Webspinnen (Araneomorphae) und wie alle Echte Witwen (Gattung Latrodectus) eine vergleichsweise große Kugelspinne, wobei das Weibchen wie auch bei anderen Arten der Gattung wesentlich größer als das Männchen wird. Das Weibchen der Südlichen Schwarzen Witwe teilt mit anderen Arten der Echten Witwen die schwarze Grundfarbe, was zur deutschsprachigen Bezeichnung „Schwarze Witwen“ geführt hat, während das kontrastreicher gefärbte Männchen mehrheitlich verschiedene Brauntöne aufweist. Die Spinne besitzt auf der ventralen (unteren) Fläche des Opisthosomas (Hinterleibs) die dort für Echte Witwen typische und im Falle dieser Art orange oder rötliche Sanduhrzeichnung.
Wie alle Spinnen lebt die Südliche Schwarze Witwe räuberisch. Sie ist wie für Kugelspinnen üblich ein nachtaktiver Lauerjäger und legt ein für diese Familie typisches Raumnetz zum Beutefang an. In das Beutespektrum der opportunistischen Art fallen neben einer Vielzahl an anderen Wirbellosen auch kleinere Wirbeltiere. Der Paarung geht ein Balzverhalten voraus. Der sexuelle Kannibalismus, mit dem Echte Witwen in Verbindung gebracht werden, tritt wie bei anderen Arten der Gattung auch bei der Südlichen Schwarzen Witwe deutlich seltener auf als oftmals angenommen. Ein begattetes Weibchen der Art legt nacheinander mehrere Eikokons mit mehreren hundert Eiern an. Es betreibt Brutpflege und bewacht sowohl die Kokons als auch die daraus geschlüpften Jungtiere. Diese verbleiben anfangs gemeinsam im Netz des Muttertieres, ehe sie sich verstreuen und selbstständig über mehrere Fresshäute (Häutungsstadien) heranwachsen.
Die Südliche Schwarze Witwe zählt zu den bekanntesten Giftspinnen überhaupt und zu den wenigen Spinnen weltweit, deren Biss auch für einen gesunden erwachsenen Menschen mit lebensbedrohlichen Komplikationen einhergehen kann. Durch die synantrope Lebensweise der Spinne ist ein Zusammentreffen zwischen ihr und dem Menschen nicht unwahrscheinlich. Jedoch ist die Art nicht aggressiv und beißt nur, wenn sie sich bedrängt fühlt. Auch ist lediglich das Weibchen dazu imstande, einen Menschen zu beißen. Todesfälle sind selten, da die Bisse der Art mit einem Antivenin (Gegengift) behandelt werden können.

## Merkmale
Das Weibchen der Südlichen Schwarzen Witwe erreicht eine Körperlänge von 8 bis 13 Millimetern und eine Beinspannweite von 25 bis 35 Millimetern, während das wesentlich kleinere Männchen eine Körperlänge von 4 bis 6 und eine Beinspannweite von 12 bis 18 Millimetern misst. Das durchschnittliche Gewicht beträgt 1 Gramm. Damit handelt es sich um einen mittelgroßen Vertreter der Echten Webspinnen (Araneomorphae). Unter den Kugelspinnen (Theridiidae) gelten die Echten Witwen (Latrodectus) und so auch die Südliche Schwarze Witwe als vergleichsweise große Arten.

### Sexualdimorphismus
Die Südliche Schwarze Witwe weist wie alle Echten Witwen einen ausgeprägten und für diese Gattung typischen Sexualdimorphismus (Unterschied der Geschlechter) auf. Dieser ist neben den Dimensionen auch hinsichtlich der jeweiligen Färbungen beider Geschlechter erkennbar.

#### Weibchen
Beim Weibchen der Südliche Schwarze Witwe sind der Carapax (Rückenschild des Prosomas, bzw. Vorderkörpers) und die Beine glänzend schwarz gefärbt, was sich zumeist über die gesamten Körperregionen durchzieht. Das Opisthosoma (Hinterleib) hat eine schwarze Grundfarbe und ventral (unten) die für Echte Witwen (Latrodectus) typische Sanduhrzeichnung, die sich aus einem anterioren (vorderen) und einem meistens breiteren posterioren (hinteren) Dreieck zusammensetzt, wobei die Eckpunkte letzteren Dreiecks abgerundet erscheinen. Die Färbung dieser Zeichnung kann von gelblich über verschiedene orange oder rote Farbtöne reichen. Ferner befindet sich über und unter den Spinnwarzen je ein roter Punkt.

#### Männchen
Das kontrastreicher gefärbte Männchen der Südlichen Schwarzen Witwe ähnelt einem heranwachsenden in der fünften Fresshaut (Häutungsstadium) befindlichen Weibchen und kann sehr variabel gefärbt sein. Der Carapax ist entweder gänzlich schwarz gefärbt oder besitzt ein medianes (mittleres) schwarzes Band, das auf beiden Seiten durch flankierende blasse Bänder begrenzt wird. Die Beine können ebenfalls ausschließlich schwarz gefärbt sein, sie haben gelegentlich aber auch Ringe. Diese wurden in früheren Fresshäuten gebildet und verblassen bei den darauf folgenden und sind beim ausgewachsenen Männchen deshalb nur noch als Überreste erkennbar. In dem Fall sind die Endbereiche der Segmente schwarz und deren Mitten orangebraun gefärbt. Auf der Dorsalseite des Opisthosomas verläuft eine medial angelegte Reihe roter Punkte und die ventrale Sanduhrzeichnung ist wie beim Weibchen erkennbar ausgeprägt. Das anteriore (vordere) Ende des Opisthosomas wird beim Männchen von einem weißen Band eingekreist, während auf diesem Körperabschnitt weiter posterior beidseitig zwei weitere weiße Bänder diagonal nach unten bis zum Ende verlaufen. Lateral (seitlich) betrachtet erscheinen auf dem Opisthosoma beidseitig jeweils drei weiße Bänder. Diese Farbelemente können aber auch rötliche Anteile beinhalten.

### Jungtiere
Das Erscheinungsbild der Jungtiere ändert sich bei jeder folgenden Fresshaut bis zum Erlangen des Adultstadiums. Frisch geschlüpft sind diese mehrheitlich weiß oder gelblich weiß gefärbt. Ihre Farbe wechselt  nach jeder vergangenen Fresshaut allmählich mehr ins Schwarze mit unterschiedlichen Anteilen an rot und weiß, wie sie bei den ausgewachsenen Individuen vorzufinden sind.

### Genitalmorphologische Merkmale
Der Embolus (drittes und letztes Sklerit) eines einzelnen Bulbus (männliches Geschlechtsorgan) ist bei der Südlichen Schwarzen Witwe lang und gewellt, seine Basis breit und mit einem breiten und kurvigen Dentikel (zahnartigen Gebilde) versehen. Es folgt der stark pigmentierte Stamm des Embolus auf der Außenseite der Schleifung, parallel dazu verläuft die Pars pendula (lockerer membranöser Lappen auf der konkaven Seite des Embolus) auf der Innenseite der Wellung. Nahe dem distalen Ende des Embolus befindet sich ein stumpf erscheinender Dentikel, der selber die proximale (zur Spitze gelegen) Artikulation (Gelenkverbindung) des apikalen (zur spitze gelegenen) Sklerits (Hartteils) verdeutlicht. In der Ruhelage ist der distale (von der Körpermitte entfernt liegende) Endpunkt des Embolus normalerweise am Leiter angelegt, ragt aber etwas darüber hinaus. Neben dem Konduktor (den Embolus führender und stützender Fortsatz) befindet sich die schwerere terminale (am Ende gelegene) Apophyse (Fortsatz) und nahezu proximal davon eine weitere sichelförmige mediane Abophyse. Das distale Ende des letzteren ist mit einer Höhlung versehen, in die ein stark sklerotisierter Dentikel ausgefüllt wird, der sich in der Nähe des distalen Endes des Cymbiums (erstes und vorderes Sklerit des Bulbus) befindet.
Die Epigyne (weibliches Geschlechtstsorgan) der Art hat von außen betrachtet ein stark gewölbtes sowie sklerotisiertes Erscheinungsbild und wölbt sich ventral. Form und Länge der Öffnung können stark variieren. Die anteriore Lippe kann als Carina (Kiel) ausgebildet sein, die dann zusätzlich über einen kleinen medianen, spitzen Prozess (Fortsatz) verfügen kann, der in posteriore Richtung zeigt. An der dorsalen Wand des Atriums (innere Kammer am Eingang) befindet sich auf jeder Seite je eine Öffnung, die in je eine Bursa copulatrix (Begattungstasche) mündet, von denen es zwei gibt. Eine einzelne Bursa copulatrix ist eher wenig sklerotisiert und windet sich um deutlich stärker sklerotisierte, dunkel pigmentierte Spermathek (Samentasche) ihrer Seite. Die Spermatheken erinnern von ihrer Gestalt her an Hanteln und sind so angeordnet, dass ihre Achsen in einen Winkel von etwa 45 Grad zueinander angelegt sind. Ihre posterioren, abgerundeten Bereiche sind durch einen Abstand voneinander getrennt, der etwa dem halben Durchmesser einer einzelnen Spermathek entspricht.

### Differenzierung von ähnlichen Echten Witwen
Insbesondere das Weibchen der Südlichen Schwarzen Witwe kann leicht mit denen der ebenfalls zu den Echten Witwen (Latrodectus) zählenden Westlichen (L. hesperus) und der Nördlichen Schwarzen Witwe (L. variolus) verwechselt werden, während die Männchen der drei Arten durch ihre Musterung leicht voneinander unterschieden werden können. Beim Weibchen der Nördlichen Schwarzen Witwe ist die Sanduhrzeichnung jedoch im Regelfall in zwei Dreiecke separiert. Die Geschlechtsorgane der Männchen aller drei Arten sind nahezu identisch aufgebaut und auch die der Weibchen ähneln sich einander so sehr, dass Überschneidungen vorkommen können. Eine Verwechslung ist möglich, da sich die Verbreitungsgebiete dieser drei Vertreter der Schwarzen Witwen teilweise überlappen.
Die männlichen Geschlechtsorgane aller drei Arten können lediglich anhand der Beschaffenheit des Embolus unterschieden werden und auch hier sind Überschneidungen möglich. Bei der nördlichen Schwarzen Witwe ist er breiter und etwa drei Viertel so lang wie bei der Südlichen Schwarzen Witwe, zumal er bei der anderen Art zwei, bei der Südlichen Schwarzen Witwe jedoch drei Schleifen beinhaltet. Außerdem haben die die Schleifen im Falle der Nördlichen Schwarzen Witwe einen geraderen Verlauf. Der Embolus der Westlichen Schwarzen Witwe, der sehr unterschiedlich sein kann, hat allerdings entweder zwei oder drei Schleifen. Die Kopulationsgänge von der Epigyne der Südlichen Schwarzen Witwe hat vier außenliegende Schleifen, bei den anderen beiden Arten jedoch nur drei. Dadurch erscheint die Epigyne der Südlichen Schwarzen Witwe breiter als die der Westlichen und der Nördlichen Schwarzen Witwe.

## Verbreitung und Lebensräume
Das ursprüngliche Verbreitungsgebiet der Südlichen Schwarzen Witwe ist in Nordamerika und dabei überwiegend in den Vereinigten Staaten befindlich, wo es nördlich im südlichen Teil des US-Bundesstaats New York, südlich in Florida und nach Westen hin in Texas, Oklahoma und Kansas endet. Außerdem ist die Art im Süden Kanadas vertreten. In Asien und Südamerika wurde sie überdies eingeführt. Allgemein bewohnt die Spinne in ihrem Verbreitungsgebiet sowohl die Tropen als auch die gemäßigte Klimazone.
Als Habitate (Lebensräume) der anpassungsfähigen Südlichen Schwarzen Witwe kommen gemäßigte Wälder wie auch tropische Regenwälder, Graslandschaften, Chaparral und Wüsten in Frage. Daneben bewohnt die synanthrope (an menschliche Siedlungsbereiche angepasste) Art Nebengebäude wie Toiletten, Schuppen oder Garagen. In Gebäuden kommt die Spinne bevorzugt an ungestörten, oftmals vorgestellten Bereichen in Kellern und Kriechgängen vor. Ferner ist sie in vermüllten Gebieten wie Müllhalden anzutreffen. Insbesondere im Osten der Vereinigten Staaten kommt die Südliche Schwarze Witwe in vermüllten Flächen, Müllhalden in großen Städten, Garagen und Lagerschuppen vor. In den trockenen Teilen des US-Staats Arizona bewohnt diese Spinne in hoher Anzahl Bodenspalten.
Die Südliche Schwarze Witwe kommt in Nordamerika mitunter gemeinsam mit vier weiteren Arten der Echten Witwen (Latrodectus) vor, so überlappt sich das Verbreitungsgebiet der Südlichen Schwarzen Witwe teilweise mit dem der Roten Witwe (L. bishopi), der Westlichen (L. hesperus) und der Nördlichen Schwarzen Witwe (L. variolus) sowie der in Nordamerika eingeführten Braunen Witwe (L. geometricus). Dabei wird jedoch vermutet, dass die sympatrischen (überlappenden) Populationen der Westlichen und der Südlichen Schwarzen Witwe jeweils unterschiedliche Habitate bewohnen. Die allopatrischen (sich nicht überlappenden) Populationen der Südlichen und der Nördlichen Schwarzen Witwe dürften dafür in den jeweils identischen Lebensräumen vorkommen.

## Lebensweise
Die Südliche Schwarze Witwe ist wie alle Kugelspinnen (Theridiidae) nachtaktiv und lebt wie auch die gattungsverwandte Westliche (L. hesperus) sowie die Nördliche Schwarze Witwe (L. variolus) in ihrem Habitat allgemein sehr zurückgezogen. Die Art zeigt allgemein terrestrische (bodenbewohnende) Tendenzen, ist in seltenen Fällen jedoch auch einige Meter über dem Bodengrund anzutreffen.

### Jagdverhalten
Die wie alle Spinnen räuberisch lebende Südliche Schwarze Witwe legt nach Eigenart der Echten Witwen (Latrodectus) ein für die Gattung typisches Raumnetz für den Beuteerwerb an. Die Art ist somit wie die meisten Kugelspinnen (Theridiidae) ein Lauerjäger. Die Spinne selbst hängt kopfüber in dem Netz. Außerhalb seines Netzes wirkt das Weibchen der Südlichen Schwarzen Witwe eher unbeholfen.
Das Spinnennetz wird der terrestrischen Biologie der Südlichen Schwarzen Witwe entsprechend zumeist in unmittelbarer Bodennähe an dunklen, verborgenen Stellen. Das Gespinst kann jedoch gelegentlich auch Pflanzen überdecken. Insbesondere In Arizona werden neben Erdspalten gerne Agaven und Kakteen der Gattung Cylindropuntia bewohnt. Für die anpassungsfähige Art kommt eine Vielzahl an Netzbaustandorten in Frage, darunter Vertiefungen unter Steinen oder gelagerten Baumstämmen von Holzstapeln, in Spalten oder Löchern bei Dämmen genauso wie Scheunen und Nebengebäude. Daneben nimmt die Spinne auch Deckel von Mülleimern, die Sitze von Toiletten, Stellen unter Holzspänen, das Umfeld gestapelter Materialien aller Art, verlassene Tierhöhlen und dabei insbesondere die von Nagetieren und Weinrebenblätter für diesen Zweck an.
Die Südliche Schwarze Witwe ist imstande, über einen Monat problemlos ohne Nahrung auszukommen. Vor, während oder unmittelbar nach einer Häutung wird das Jagdverhalten sowie die Nahrungsaufnahme ausgesetzt. Tritt es wieder ein, steigert sich der Nahrungsbedarf der Spinne bis zu dem Punkt, das ihr Opisthosoma auf seine doppelte Größe heranschwillt.

#### Netz
Das Raumnetz der Südlichen Schwarzen Witwe ist ein dreidimensionales Gespinst ohne eine optisch erkennbare Struktur, das äußerst robust ist. Die Spinne selber hält sich entweder direkt im Netz oder in dessen Nähe auf. Trotz des unregelmäßigen Erscheinungsbilds weist das Netz eine klare Struktur auf. Dabei besteht das Netz aus drei strukturellem Abschnitten. Der obere besteht aus Stützfäden, der mittlere aus Wirrfäden und der untere aus vertikal verlaufenden Fangfäden. Die bis zum Boden reichenden Fangfäden sind sehr widerstandsfähig und klebrig, was auch das Fixieren von vergleichsweise großer und kräftiger Beute ermöglicht. Zum Zwecke des Festhaltens von Beutetieren sind die bodennahen Bereiche dieser Fäden mit klebrigen Tropfen versehen. Das Netz und die Anzahl der Fangfäden werden an das Nahrungsangebot am jeweiligen Netzstandort angepasst. Es beinhaltet dementsprechend mehr Fangfäden an einem Standort mit geringerer Dichte an Beutetieren.
Das Netz hat einen Umfang von 15 bis 60 Zentimetern die Fangfäden erstrecken sich in alle Richtungen vom oberen Teil des Netzes aus, in dem sich die Spinne zumeist bei Inaktivität aufhält. Aus dem locker gewebten oberen und äußeren Teil des Netzes nimmt allmählich eine trichterförmige Röhre Gestalt an, die zum Rückzugsort der Spinne führt, der einen Durchmesser von gut 2,5 bis 5 Zentimeter hat. Der nie mit dem Boden in Kontakt stehende Rückzugsort selber hat eine kugelförmige Gestalt und ist recht dicht gesponnen. Seine mittlere Schicht ist nicht so deutlich ausgebildet wie etwa bei der Westlichen Schwarzen Witwe (Latrodectus hesperus). Außerdem bestehen unter dieser Schicht einige Polygone, die durch die sich kreuzenden Fäden gebildet werden. Der Rückzugsort ist außerdem zumeist kleiner als der der Nördlichen Schwarzen Witwe (Latrodectus variolus). Die Spinne verbringt ihrer Aktivitätszeit entsprechend den Tag in ihrem Verlies.

#### Beutefang und Nahrungsaufnahme
Der Beutefang der Südlichen Schwarzen Witwe läuft wie bei anderen netzbauenden Kugelspinnen (Theridiidae) ab, die die deutliche Mehrheit an Vertretern der Familie ausmachen. Gerät ein Beutetier in einen der Fangfäden von ihrem Netz, kommt die Spinne schnell aus ihrem Versteck hervor, eilt zu dem Beutetier und spinnt es ein, sodass es immobil wird, wofür sie ihr Opisthosoma dem Beutetier zuwendet. Beim Einspinnen kommen die für Kugelspinnen typischen geborgenen Borsten an den Tarsen des vierten Beinpaares zum Einsatz, die es der Südlichen Schwarzen Witwe ermöglichen, Beutetiere großflächig mit Spinnseide zu überziehen. Außerdem erlauben die vergleichsweise langen Beine des vierten Paares es der Art, Beuteobjekte aus sicherer Entfernung einzuspinnen, wobei diese Extremitäten abwechselnd die direkt von den Spinnwarzen ausgehenden Fäden in rascher Bewegung auf das Beutetier geschleudert werden. Dabei kommen anfangs zähere Spinnfäden zum Einsatz, um eine Flucht des Beutetiers zu erschweren. Anschließend greift die Spinne auf dünnere Fäden zurück, deren Zugabe das Beutetier zunehmend immobilisieren.
Ist ein Beutetier ausreichend gesichert, versetzt die Südliche Schwarze Witwe diesem mithilfe ihrer Cheliceren einen Giftbiss, der es außer Gefecht setzt. Dafür sucht sie zuvor eine geeignete Stelle, wobei es sich um den Körper, die Extremitäten oder, wenn vorhanden, auch die Fühler des Beutetieres handeln kann. Ist das Beutetier gebissen, zieht sich die Spinne zurück und wartet, bis sämtliche Bewegungen des Beutetieres nachlassen.  Das verabreichte Gift benötigt je nach Beutetier maximal etwa 10 Minuten bis zu seiner Wirkung. Sobald die Bewegung des Beutetiers endgültig nachlässt, kehrt die Südliche Schwarze Witwe zurück, umhüllt das Beutetier vollständig mit Seide und transportiert es in den oberen Teil seines Netzes. Es kann auch vorkommen, das ein Beutetier gar nicht eingesponnen wird, was bei kleineren Beuteobjekten der Fall ist, sodass dieses direkt gebissen wird. Die Spinne hält dann das Beutetier fest.
Sobald die Bewegung des Beutetiers endgültig nachlässt, verabreicht die Südliche Schwarze Witwe Verdauungsenzyme in die Bisswunde des Beutetiers, um es von innen zu verflüssigen. Die Verdauung findet also wie bei Spinnen allgemein außerhalb des Körpers statt. Neben dem Nahrungsbedarf wird somit auch der Flüssigkeitsbedarf der Spinne gedeckt. Die Dauer der Nahrungsaufnahme, bei der das von innen verflüssige Beutetier dann von innen ausgesogen wird, hängt von der Größe des Beutetieres ab. Ein kleineres Beutetier wie eine Fliege kann bereits in dem Zeitraum von minimal über einer Stunde ausgesogen werden. Bei einem größeren Beutetier, wie einem Wasserkäfer, kann die Nahrungsaufnahme zwei bis drei Tage andauern. Die Nahrungsreste werden nach dem Verzehr aus dem Netz entfernt. Das Opisthosoma der Spinne kann nach der abgeschlossenen Nahrungsaufnahme die doppelte Größe der ursprünglichen annehmen. Die Nahrungsaufnahme findet vorzugsweise nachts statt, kann jedoch besonders bei erhöhtem Nahrungsbedarf auch am Tag stattfinden.

#### Beutespektrum
Die Südliche Schwarze Witwe ist ein opportunistischer Jäger ohne spezialisiertes Beutespektrum und demzufolge euryphag (nicht auf bestimmte Nahrung angewiesen). Dank ihrer effektiven Jagdweise ist sie problemlos dazu imstande, Beutetiere zu erlegen, die ihre eigene Größe deutlich übertreffen. Einen Großteil an Beutetieren machen jedoch verschiedene Insekten aus. Dabei werden je nach Höhenlage des Netzes entweder mehrheitlich um terrestrische oder fliegende Vertreter dieser Klasse. Unter Insekten sind allgemein Fliegen, Käfer und Echte Grillen häufige Beuteobjekte der Art. Daneben werden auch größere Insekten wie Zikaden problemlos erlegt. Die Nahrungsaufnahme von toten Insekten seitens der Spinne ist ebenso überliefert, sollte keine Lebendbeute verfügbar sein.
Daneben bilden auch andere Gliederfüßer wie Asseln, Doppelfüßer, Hundertfüßer und auch andere Spinnentiere geläufige Beutetiere der Art. Das schließt sowohl andere Spinnen als auch Individuen der eigenen Art ein, sodass Kannibalismus bei der Südlichen Schwarzen Witwe möglich ist. Ebenso ist die Art in der Lage, vergleichsweise wehrhafte und/oder schwer zu erlegende Beutetiere wie Feuerameisen, Grashüpfer, Skorpione oder den Baumwollkapselkäfer (Anthonomus grandis) zu erbeuten.
Kleinere Wirbeltiere erweitern das Beutespektrum der Südlichen Schwarzen Witwe, darunter Mäuse, Eidechsen und kleinere Schlangen. Unter Spinnen scheint die Südliche Schwarze Witwe zusammen mit der gattungsverwandten Braunen (L. geometricus) sowie der Westlichen Schwarzen Witwe (L. hesperus) am häufigsten kleinere Säugetiere zu erlegen und diese drei Arten werden als „Erfahrene Mäusefänger“ (expert mouse-catchers im englischen) betrachtet. Allgemein dürften die Hausmaus, Weißfußmäuse wie auch Ratten geläufige Beutetiere der Spinne bilden.

### Natürliche Feinde und Parasiten sowie Verteidigung
Als bedeutender Antagonist der Südlichen Schwarzen Witwe ist insbesondere der Kalifornische Spinnenjäger (Chalybion californicum), der zu den Grabwespen (Spheciformes) zählt, hervorzuheben, deren Larven sich wie bei Grabwespen üblich als Parasitoide entwickeln. Ein Muttertier dieser Art versorgt seinen Nachwuchs bevorzugt mit zuvor durch einen Stich gelähmten Individuen der Südlichen Schwarzen Witwe. Die Entwicklung der Larven findet dann ebenfalls für Grabwespen typisch jeweils in den zuvor vom Muttertier geschaffenen Brutkammern an, in die die gelähmten Wirte deponiert werden und auf denen dann ein Ei abgelegt wird. Die geschlüpfte Larve verzehrt dann die Spinne, um sich zu entwickeln. Ferner kann die Südliche Schwarze Witwe von der Art Pseudogaurax signatus aus der Familie der Halmfliegen befallen werden, deren Larven sich parasitär von den Eiern der Spinne ernähren. Daneben wird die Art von Erzwespen aus der Familie der Eulophidae parasitiert.
Ein bedeutender Prädator (Fressfeind) der Südlichen Schwarzen Witwe ist die Südliche Krokodilschleiche (Elgaria multicarinata). Obwohl zum Beutespektrum der Spinne Skorpione und Hundertfüßer zählen, können diese auch umgekehrt als Fressfeinde der Südlichen Schwarzen Witwe auftreten. Darüber hinaus geht für die Art von anderen Spinnen eine Gefahr aus, etwa den Buckelspinnenfressern (Mimetus), die als Nahrungsspezialisten ausschließlich andere Spinnen erbeuten. Daneben können einige Arten der ebenfalls zu den Kugelspinnen (Theridiidae) zählenden Fettspinnen (Steatoda) der Südlichen Schwarzen Witwe gefährlich werden. Die ebenfalls zu den Echten Witwen (Latrodectus) zählende und in Nordamerika eingeführte Braune Witwe (L. geometricus) konkurriert vermutlich mit der Südlichen Schwarzen Witwe in Nordamerika und dürfte einen Rückgang der Populationen letzterer Art verursachen. Ein nennenswerter Grund dafür dürfte sein, dass die Braune Witwe eine deutlich höhere Reproduktionsrate aufweist.
Die Südliche Schwarze Witwe kann sich mithilfe verschiedener Methoden zur Wehr setzen. Als erste Abwehrmethode dient die signifikante Färbung der Spinne selber, die als Warnfarbe funktioniert und somit auf die hohe Giftigkeit der Art hindeutet. Insbesondere die bei Ruhelage der Spinne im Netz nach oben gerichtete Sanduhrzeichnung verdeutlicht dies. Bei Störungen lässt sich die Südliche Schwarze Witwe zumeist zu Boden fallen und verfällt in eine Schreckstarre. Sie kann sich aber auch aktiv gegen Prädatoren verteidigen, indem sie diese ähnlich wie Beutetiere einspinnt und somit weitere Bewegungen verhindert. Dann kann die Spinne den Fressfeind zusätzlich problemlos einen Giftbiss injizieren.

### Lebenszyklus und Phänologie
Der Lebenszyklus der Südlichen Schwarzen Witwe ist in die für Spinnen üblichen Phasen der Fortpflanzung, der Eiablage und des Heranwachsens der Jungtiere unterteilt und bei dieser Art recht gut erforscht. Die Phänologie (Aktivitätszeit) ausgewachsener Individuen der Spinne beläuft sich auf den Frühling und den Herbst.

#### Fortpflanzungsverhalten
Das Fortpflanzungsverhalten der Südliche Schwarze Witwe ist ebenfalls wie bei anderen Spinnen in die Phasen des Aufsuchen eines Geschlechtspartners seitens des Männchens, der Balz und der eigentlichen Paarung. Es ist bei dieser Art vergleichsweise ausführlich erforscht und ähnelt weitestgehend dem der Westlichen (L. hesperus) und der Nördlichen Schwarzen Witwe (L. variolus). Dabei sei jedoch angemerkt, dass viele der Untersuchungen in Gefangenschaft stattfanden. Die Paarungszeit ist bei der Südlichen Schwarzen Witwe im Frühling oder Herbst.

##### Anlegen eines Spermanetzes und Aufsuchen eines Weibchens
Ein geschlechtsreifes Männchen der Südlichen Schwarzen Witwe legt wie für Spinnen üblich zuerst ein Spermanetz an und legt darauf Spermatropfen ab. Diese nimmt es über seine Bulbi wieder auf und begibt sich dann auf die Suche nach einem arteigenen Weibchen. Dabei kann es sehr ausdauernd sein.

##### Balz
Die Balz der Südlichen Schwarzen Witwe dauert wie bei den anderen beiden Arten länger an, wenn das Weibchen bereits älter ist. Hat ein Männchen der Südlichen Schwarzen Witwe ein Weibchen aufgefunden, beginnt sein Opisthosoma auffallend zu vibrieren es beginnt sich mit ruckartigen Bewegungen der Beine zuerst ziellos im Bereich des Netzes vom Weibchen umher und zupft dabei am Netz des Weibchens. Nach einiger Zeit beginnt das Männchen, sich dem Weibchen in seinem Netz aktiv anzunähern. Nach weiteren 10 oder 15 verstrichenen Minuten verkleinert es das Netz des Weibchens, indem es dessen Fäden abtrennt. Da das Männchen dies während des Annäherns fortführt, ist das Netzkonstrukt letztendlich zusammengeflickt ist. Bei diesen Manövern kann es vorkommen, dass das Weibchen das Männchen aggressiv anstürmt, woraufhin sich dieses vorerst zurückzieht. Nach einem solchen Ereignis nimmt das Männchen eine Phase ausbleibender Aktivität ein, in der sein während der übrigen Balz vibrierendes Opisthosoma auch reglos verharrt, ehe es seine Annäherung fortsetzt. Zwar mag es vermehrt zu solchen Eventualitäten kommen, doch kann das Männchen nach einem mehrfach vorgekommenen aggressiven Verhalten die Balz samt Annäherung ganz einstellen.
Lässt das Weibchen das Männchen seine Annäherung in einer Dauer von 30 Minuten gewähren, so ist das Männchen nach einiger Zeit in Berührungsnähe des Weibchens angelangt und streicht mit seinen vorderen Beinen zuerst die Beine und dann den Körper des Weibchens, wobei die Vibration des Opisthosomas vom Männchen zunimmt. Sofern das Weibchen das Männchen bei diesem Prozess mit seinen Beinen nicht wegstößt, wird es auf die Streicheinheiten des Männchens mit seinen eigenen antworten. Das Männchen um- und überläuft das Weibchen ruckartig und spinnt es dabei ein. Diese Fäden dienen jedoch nicht der Immobilisierung des Weibchens – sie können von diesem problemlos durchbrochen werden –, sondern signalisieren dem Weibchen, dass das Männchen immer noch in Paarungsbereitschaft ist.

##### Paarung
Das Männchen umkreist schließlich das Weibchen und berührt dieses dabei immer wieder klopfend mit seinen Pedipalpen. Nach einiger Zeit findet es die Epigyne seines Geschlechspartners. Unter scheinbar stärkeren klopfenden Bewegungen versucht das Männchen dabei in die Geschlechtsöffnung einzudringen. Nach insgesamt 100 bis 140 Minuten, die das Männchen im Netz des Weibchens verbrachte, wird somit letztendlich die eigentliche Paarung ausgeführt. Bei dieser sind beide Geschlechtspartner ventral und somit bauchseitig einander zugewandt und in die gleiche Richtung blickend.
Während der Kopulation führt das Männchen beide Bulbi abwechselnd in die Epigyne des Weibchens ein, wobei jeweils jeder Bulbus nur einmal eingeführt wird. Die Reihenfolge kann beliebig sein. Sobald ein Bulbus inseriert (eingeführt) wurde, schwillt die Haematodocha (membranöser, dehnbarer Teil des Bulbus) in Folge der Spermienübertragung an und deflationiert anschließend wieder. Eine Insertion kann eine bis 32 Minuten andauern, beträgt jedoch meistens 4 bis 8 Minuten. Gelegentlich kommt es vor, dass das Weibchen die vom Männchen um ihn gebundenen Fäden nach wenigen Minuten wieder zerreißt und dieses zu diesem Zeitpunkt nur einen Bulbus erfolgreich einführte oder noch einführt. In diesem Verhalten kann das Weibchen sich gegenüber dem Männchen dann aggressiv verhalten, sodass letzteres sich zurückziehen muss. Nach so einem Ereignis kommt es nicht selten vor, dass das Männchen Teile der Balz wiederholt, indem es Fäden vom Netz des Weibchens zerschneidet oder mit seinem Opisthosoma vibriert.
Verbleibt das Weibchen passiv, während das Männchen die Einfuhr seinen ersten Bulbus vollendet, führt es schließlich den zweiten ein. Die Wahrscheinlichkeit, dass dies möglich ist, hängt vom Ernährungszustand des Weibchens ab. Ist dieses hungrig, ist die Wahrscheinlichkeit häufiger, dass dieses dem Männchen gegenüber während der Paarung aggressiv wird und dieses somit ggf. töten und verzehren kann. Nach der Paarung bleiben die distalen Sklerite der Bulbi vom Männchen in der Epigyne des Weibchens stecken. Abhängig davon, ob ein Wechsel der Insertionen während der Paarung stattgefunden hat, beträgt deren Anzahl entsprechend zumeist ein oder zwei Sklerite. Es sind jedoch auch Weibchen mit drei Skleriten nachgewiesen worden, was darauf hindeutet, dass dieses sich mehrmals verpaart hat.

##### Annahmen zum sexuellen Kannibalismus
Die Annahme des häufigen oder gar immer auftretenden sexuellen Kannibalismus bei der Südlichen Schwarzen Witwe, der auch mit anderen Echte Witwen (Latrodectus) in Verbindung gebracht, ist auch bei dieser Art nicht gänzlich zutreffend. Diese Annahme wird teilweise sogar von Wissenschaftlern als Tatsache aufgefasst und verschiedene Autoren übernehmen dies in eigene Werke. Beobachtungen von Paarungen der Südlichen Schwarzen Witwen oder anderer Echter Witwen seitens der Autoren scheint nicht stattgefunden zu haben. Außerdem finden die meisten Analysen vom Paarungsverhalten der Spinnen in Laborsituationen und somit in Gefangenschaft statt, wo das Männchen ohnehin dem Weibchen nach der Paarung nicht entkommen kann.
Zwar kann es vorkommen, dass das Weibchen nach der Paarung das Männchen erbeutet, doch tritt dies eher selten auf und ist somit nicht die Regel. Die meisten Männchen können sich deshalb sogar mehrmals verpaaren. Ferner ist die Südliche Schwarze Witwe auch die einzige der drei in Amerika vorkommenden Schwarzen Witwen, bei denen dieses Phänomen in freier Natur gesichtet wurde, was bei der Westlichen (L. hesperus) und der Nördlichen Schwarzen Witwe (L. variolus) nicht der Fall ist.

#### Eiablage und Kokonbau
Ein begattetes Weibchen der Südlichen Schwarze Witwe legt nacheinander mehrere Eikokons in einem Zeitraum von 2 bis 6 und dabei durchschnittlich 3 Monaten an. Bisher ist eine maximale Kokonzahl von 15 bei der Art überliefert. Ein einzelner Kokon ist von beinahe kugeliger Form und hat einen Durchmesser von 11 bis 12 Millimetern, oben ist er zipfelartig zugespitzt. Er ist grau getönt und wie der der Westlichen und der Nördlichen Schwarzen Witwe leicht durchlässig sowie mit einer papierartigen Oberfläche ausgestattet. Benjamin Julian Kaston fand 1970 eine maximale Gelegezahl von 1221 bei einem Weibchen und auch einen mit nur einem einzelnen Ei vor. Durchschnittlich sind es jedoch laut diesem Autor 215 und 237 Eier je Kokon bei der Art. Auch unbegattete Weibchen können in dem Fall dann unbefruchtete Eier ablegen, deren Erscheinungsbild dann von der Norm deutlich abweichen kann.
Der Kokonbau findet zumeist nachts statt. Anfangs legt ein begattetes Weibchen zuerst eine kreisförmige Haube an, die als kleine kreisförmiges Gespinstdecke angefangen und Stück für Stück erweitert wird, sodass diese Haube letztendlich den Durchmesser des später vollendeten Kokons annimmt. Sobald diese Decke vollendet wird, zieht die Spinne an deren Oberfläche und wandelt diese Decke dabei in einen flachen Kegel mit leicht angedeuteter Spitze. Dieser Prozess nimmt durchschnittlich 23 Minuten in Anspruch. Als Nächstes erfolgt die eigentliche Eiablage, bei der sich die Spinne direkt unter der Netzhaube positioniert und anschließend unter rapiden nach oben gerichteten Ruckbewegungen die Eier auspresst, wobei derartige Bewegungen etwa 100 bis 120 Male in einer Minute geschehen. Gleichzeitig wird ein klebendes Sekret ausgeschieden, das die Eier zusammenhält. Diese werden zunehmend auf der Gespinstdecke, an der sie unterhalb abgelegt werden, nach oben geschoben. Dieser Prozess dauert gut 11 Minuten.
Die Eiermasse wird anschließend von einer weiteren hauchdünnen Gespinstdecke umwoben sowie etwa 5 bis 6 Millimeter davon entfernt befestigt. Dafür arbeitet sich das Weibchen von unten beginnend vor und beendet diese Arbeit am oberen Bereich, wo die Eiermasse später angeheftet wird. Die Eiermasse selbst nimmt anschließend eine Hälfte bis zwei Drittel des gesamten Kokons ein. Dieser Abschnitt nimmt etwa 25 Minuten in Anspruch. Als abschließender Schnitt zur Herstellung des Eikokons überspinnt das Weibchen die Eimasse mit einer weiteren dichteren und mehr oder weniger undurchlässigen Seidenschicht in einer durchschnittlichen Dauer von 100 Minuten. Während der ersten 10 bis 15 Minuten läuft die Spinne um den oberen Bereich des werdenden Eikokons und heftet die Spinnseide an, indem sie mit ihrem vierten Beinpaar die Spinnwarzen berührt und die frisch abgesonderte Spinnseide auf den Kokon anheftet, was 60 Mal pro Minute geschieht. Später kommen diese Beine nicht mehr zum Einsatz, stattdessen wird die Spinnseide direkt mit den Spinnwarzen auf den Eikokon aufgetragen und mit 120 Mal doppelt so schnell wie vorher. Einzelne Fäden sind immer einige Millimeter lang und entsprechen somit dem Abstand zwischen dem Opisthosoma bzw. den Spinnwarzen und dem Eikokon bei der Herstellung dieser Fäden. Innerhalb einer Minute werden auf diese Art und Weise 150 bis 200 (selten noch mehr) einzelne Fäden produziert. Das Weibchen dreht den Eikokon während dieses Prozesses intervallweise und nimmt während der letzten 30 Minuten mehrere kurze Pausen ein.
Der dann vollendete Eikokon wird von der Spinne entweder im Fangbereich oder bei dem Unterschlupf des Netzes positioniert. Manchmal folgt die Eiablage auch ohne das Herstellen eines Kokons. Die Eier werden dann auf den Boden fallengelassen. Dieses Verhalten kommt eher bei begatteten als unbegatteten Weibchen vor. Die Eier der Südlichen Schwarzen Witwe gleichen von ihrer Färbung denen der anderen amerikanischen Schwarzen Witwen und sind cremefarben weißlich bis gelb, seltener lavendelfarben über pink bis helllila gefärbt. Ihr Durchmesser beträgt bei dieser Art circa 0,95 Millimeter. Die Südliche Schwarze Witwe bewacht den vollendeten Eikokon und betreibt Brutpflege. Es tarnt den Kokon und trägt ihn gegebenenfalls mit sich rum.

### Schlupf
Nach Kaston schlüpfen die Jungtiere der Südlichen Schwarzen Witwe zumindest unter Laborbedingungen in einem Zeitraum von gut 2 Wochen. Die Oberfläche der Eier wird zuvor faltig und der Carapax sowie die Extremitäten der noch ungeschlüpften Jungtiere werden bereits von außen in Form von Ausbuchtungen der Eier sichtbar. Die frisch geschlüpften Jungtiere, die Prälarven, sind noch gänzlich unpigmentiert sowie ohne Setae oder Augen ausgestattet. Die Prälarven bewegen sich fast unmerkbar, eine Fortbewegung ist noch nicht möglich. Einen Tag nach dem Schlupf ist die erste Pigmentierung am Außenbereich der anterior medianen Augen erkennbar. Zuerst entwickeln sich einen Tag danach sechs der acht Augen in Form von Pigmenten. Zum gleichen Zeitpunkt bilden sich feine schwarze Setae auf der Dorsalfläche des Körpers und den gesamten Beinen. Ein leichter Gelbstich der Beine ist zu diesem Zeitpunkt auch ausgebildet. Die Jungtiere durchlaufen ihre erste Häutung im Eikokon drei bis vier Tage nach dem Schlupf.

## Bissunfälle und Giftigkeit
Der Biss der Südlichen Schwarzen Witwe wird nicht immer sofort bemerkt und ähnelt einem Nadelstich. Die Spinne injiziert in die Bisswunde ein Nervengift, welches nach einer halben Stunde spürbar ist. Der klinische Beobachtungszeitraum nach einem Biss beträgt mindestens sechs Stunden. Das Nervengift ist ein Proteingemisch, aus dem bisher mehr als 20 verschiedene Latrotoxine isoliert werden konnten. Der Hauptbestandteil des Giftes ist Alpha-Latrotoxin. Es verursacht unwillkürliche neuromuskuläre Entladungen, die zu krampfartigen Bauchschmerzen und nach ein bis drei Stunden zu generalisierenden, sich rasch steigernden Muskelschmerzen führen, die unbehandelt tagelang anhalten können. An der Bisswunde kommt es zu lokalen Schwellungen und Rötungen.
Wegen der relativ geringen Menge des Gifts, das bei einem Biss in die Wunde übertragen wird, besteht für den Menschen selten Todesgefahr. Die Wahrscheinlichkeit, dabei umzukommen, hängt von der gesundheitlichen Verfassung des Opfers ab, wobei ältere Menschen und Kinder am Biss sterben können. Vor Einführung der Behandlung mit Antiserum lag die Todesrate nach einem Biss bei fünf Prozent. Das massenhafte Auftreten und die Häufigkeit der Bissunfälle machten die Spinne als Gifttier weltberühmt. Die Schwarze Witwe beißt nur, wenn sie gestört, bedrängt oder angegriffen wird; die Männchen besitzen im Gegensatz zu den Weibchen kleinere Beißwerkzeuge und sind harmlos. Die meisten Bissunfälle geschehen tagsüber bei Feldarbeiten oder Spaziergängen.

## Namen
Die englischen Trivialnamen der Südlichen Schwarzen Witwe lauten Black widow, Southern black widow und Shoe-button spider („Schuhknopfspinne“). Auf Spanisch wird sie ebenfalls Viuda Negra („Schwarze Witwe“) und wegen ihres Aufenthalts auf den Feldern sehr oft Araña del trigo („Getreidespinne“) genannt, außerdem ist regional auch der Name Araña de Poto Colorado („Spinne mit buntem Hinterteil“) verbreitet. In Brasilien wird sie zusammen mit den beiden anderen im Land vorkommenden Vertreterinnen der Echten Witwen Aranha viúva-negra („Schwarze Witwe“) genannt.

## Namen und Systematik
Der Name Schwarze Witwe rührt von der Beobachtung her, dass die Weibchen nach der Paarung das kleinere Männchen auffressen. Dieses Verhalten, das auch bei den meisten anderen Arten der Webspinnen beobachtet werden kann, ist jedoch bei der Schwarzen Witwe eher die Ausnahme.
Der Erstbeschreiber Johan Christian Fabricius stellte 1775 Latrodectus mactans als Aranea mactans in die Gattung Aranea, in der zu seiner Zeit die meisten Spinnen zusammengefasst wurden. Heute werden die Webspinnen zur Ordnung Araneae zusammengefasst, in der die Südliche Schwarze Witwe zur Familie der Kugelspinnen (Theridiidae) gehört.
1970 wurden die Schwarzen Witwen Nordamerikas durch eine Revision von B. J. Kaston in drei Arten aufgeteilt: Von Latrodectus mactans im engeren Sinn, die hauptsächlich in den südöstlichen Bundesstaaten der USA verbreitet ist und fortan Südliche Schwarze Witwe (Southern Black Widow) genannt wurde, wurden die nördlicher beheimatete Variante als Nördliche Schwarze Witwe (Latrodectus variolus) und die im Westen verbreitete Westliche Schwarze Witwe (Latrodectus hesperus) als eigene Arten abgetrennt.